# Le Fugitif ou les Vérités d'Hassan
Pour les articles homonymes, voir Le Fugitif.
Pour plus de détails, voir Fiche technique et Distribution.
Le Fugitif ou les Vérités d’Hassan est un film documentaire, tourné en anglais, de Jean-Daniel Lafond et produit en 2006.

## Synopsis
Le film Kandahar du réalisateur iranien Mohsen Makmalbaf, primé à Cannes en 2001 réservait à la presse internationale une surprise de taille. Celui qui incarnait le médecin afro-américain était David Belfield, un homme faisant l’objet d’un mandat d’arrêt pour meurtre aux États-Unis sur la personne d'Ali Akbar Tabatabai.
David Belfield avait aussi fait une brève apparition sans susciter de remous dans Salam Iran de Jean-Daniel Lafond où il rencontra ce dernier.
Le film de Jean-Daniel Lafond relate l’histoire de cet homme exilé depuis 25 ans en Iran et vivant sous le nom d’Hassan Abdulrahman. Jeune étudiant noir converti à l'islam, à l’été 1980, à Washington, David Belfield exécute le représentant du chah à l’ambassade d’Iran. Cet ancien attaché de presse était soupçonné par le nouveau régime iranien, d’un complot pour tuer l’ayatollah Khomeini, guide suprême du pays. À travers un dialogue riche et intelligent, se révèle son parcours personnel où  après la mort de Martin Luther King, il s’est engagé dans les groupes du Black Power des années 1970 dans la foulée du développement des mouvements islamistes aux États-Unis, et où l’affrontement avec l’Oncle Sam se poursuit encore aujourd’hui pour David Belfield, alias Dawud Salahuddin, alias Hassan Abhulrahman qui est au nombre des hommes les plus recherchés par le FBI. Cette histoire d’un militant qui assume son crime révèle l’histoire cachée des réseaux secrets, des manœuvres politiques internationales et de la violence d’État. Les vérités de Hassan font écho aux propos d’observateurs et spécialistes des relations internationales au Moyen-Orient comme Joseph Trento, journaliste et Gary Sick, ancien conseiller du président Carter pour la Sécurité. Ces témoignages laissent planer un doute objectif sur la teneur des négociations du président de l'époque Jimmy Carter avec le régime islamiste pour libérer les otages américains, ainsi que sur le rôle du futur président des États-Unis Ronald Reagan.

## Prix
- 2006 : Hot Docs de Toronto

## Fiche technique
- Titre : Le Fugitif ou les Vérités d'Hassan
- Réalisation : Jean-Daniel Lafond
- Scénario et recherche: Jean-Daniel Lafond et Fred A. Reed
- Musique :  Charles Papasoff
- Son : Nezam Kiaie et Jean-Denis Daoust
- Photographie : Vahid Farouz et  Alberto Feio
- Montage : Babalou Hamelin
- Direction artistique : Normand Sarazin
- Production : Nathalie Barton
- Société de production : InformAction Films
- Pays :  Canada
- Genre : Documentaire
- Durée : 75 minutes
- Dates de sortie : 
  -  Canada : 22 avril 2006 (Festival international canadien du documentaire Hot Docs)